# Ukshin Hoti

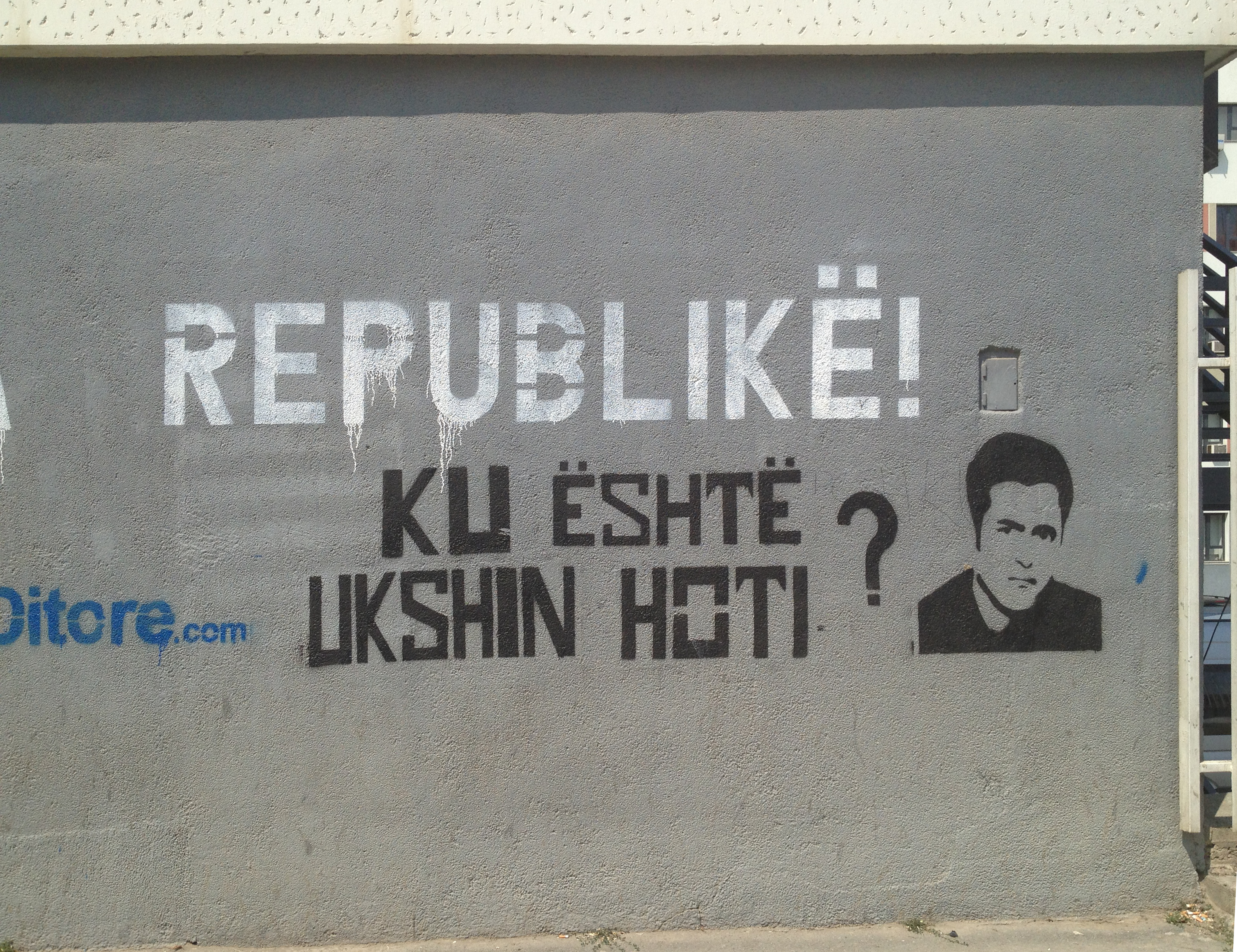
Graffiti für Ukshin Hoti

Ukshin Hoti (* 17. Juni 1943 in Krusha e Madhe, Königreich Albanien, heute Kosovo) war ein jugoslawischer und kosovo-albanischer Friedensaktivist und Philosoph. Er gilt seit seiner Inhaftierung durch jugoslawische Behörden bis heute als vermisst.
Nach seiner Schulausbildung in Prizren und Prishtina studierte Ukshin Hoti Politikwissenschaft an der Universität Zagreb und in Belgrad, danach arbeitete er für die Verwaltung des Parlaments der Provinz Kosovo. Ab 1975 war er Professor für Völkerrecht an der Universität Prishtina, in den Jahren 1978–1979 wirkte er zudem in Chicago, in Washington, D.C. und an der Harvard University.
1981 unterstützte Hoti die albanischen Studentenproteste im Kosovo, weswegen er 1982 von einem serbischen Gericht zu dreieinhalb Jahren Haft verurteilt wurde.
Im März 1994 wurde er von den jugoslawischen Behörden verhaftet und am 28. September desgleichen Jahres zu einer fünfjährigen Haftstrafe verurteilt. Kurz vor seiner Freilassung, die für den 16. Mai 1999 geplant war, wurde er vom Gefängnis Dubrava in das Gefängnis Niš verlegt und ist seitdem spurlos verschwunden. Vermutlich wurde er dort ermordet.
Nach Ukshin Hoti ist die Universität in Prizren, die Oberschule in seinem Heimatort Krusha e Madhe sowie eine Straße in Prishtina benannt.

## Werke
- Filozofia politike e çështjes shqiptare. Shtëpia botuese Rozafa, Tirana 1995